# Christopher Wharton
Pour les articles homonymes, voir Wharton.
Christopher Wharton, né dans le Yorkshire entre 1540 et 1546 et mort dans la même région le 28 mars 1600 est un prêtre catholique anglais martyr sous le règne d'Elizabeth Ire. 

## Biographie
Né dans une famille anoblie par Henri VIII il poursuit de bonnes études à l'Université d'Oxford. Il est diplômé du Trinité College en 1564. Suit une période de 20 années pendant laquelle on ne sait pas grand chose de lui si ce n'est qu'il aurait poursuivi un carrière universitaire à Oxford mais surtout qu'il se serait alors converti au catholicisme - les raisons de sa conversion nous sont inconnues. En 1583 il part discrètement pour le continent. Il désire alors devenir prêtre catholique. Inscrit au collège anglais de Douai alors délocalisé sur Reims il est rapidement ordonné prêtre. Il reste encore deux années de plus pendant lesquelles il continue à se former à la théologie. En mai 1586 il retourne en Angleterre. Il est accompagné dans son voyage par un autre futur martyr comme lui Edward Burden. Pendant une grosse décennie il réussit à échapper à la prison. En 1599 il est néanmoins capturé. Il est enfermé dans la prison du Château d'York. Dans sa prison il retrouve de nombreux catholiques alors emprisonnés comme lui et que l'on cherche à faire abjurer. Eleanor Hunt, sa logeuse et chez qui il fut capturé, est elle aussi aux fers. Ne réussissant pas à le faire abjurer, le juge - qui semble d'ailleurs le connaître personnellement et avoir pour lui quelques sympathies - le condamne finalement à mort pour haute trahison. Christopher Wharton subit la peine réservée aux traîtres à savoir être pendu, traîné sur une claie jusqu'à la potence et mis en quart. Eleanor Hunt meurt d'épuisement dans sa cellule.

## Sa vénération
Proclamé bienheureux par Jean-Paul II en 1987, Christopher Wharton fait partie l'un des quatre-vingt-cinq Quatre-vingt-cinq martyrs d'Angleterre et de Galles béatifié par ce dernier et fêté le 28 mars individuellement, le 22 novembre avec les quatre-vingt-quatre autres et enfin le 29 octobre avec les martyrs de Douai.